# Harlingen (Hitzacker)
Harlingen ist ein Ortsteil der Stadt Hitzacker (Elbe) im Landkreis Lüchow-Dannenberg in Niedersachsen. Der Ort liegt drei Kilometer westlich vom Kernbereich von Hitzacker.
Am südlichen Ortsrand fließt der Harlinger Bach, der in Hitzacker in den Hitzacker See mündet.
Etwa zwei Kilometer nordwestlich von Harlingen liegt das Hünenbett 2 der Hünenbetten von Wietzetze.

## Geschichte
Am 1. Juli 1972 wurde die Gemeinde Harlingen zusammen mit den Gemeinden Bahrendorf, Grabau, Kähmen, Nienwedel, Seerau, Tießau, Wietzetze und Wussegel nach Hitzacker eingegliedert.